# Società italiana di storia delle matematiche
La Società italiana di storia delle matematiche (in acronimo SISM) è un'associazione culturale, nata nel 2000, che ha lo scopo di stimolare le ricerche e gli studi nel campo della storia delle scienze matematiche, e di promuovere la diffusione della cultura storico matematica. Il fine è quello di favorire lo scambio delle informazioni sui convegni, sui seminari e su tutte le iniziative del settore, incentivando gli incontri tra i soci e la diffusione delle pubblicazioni e dei prodotti della ricerca. Ha sede a Ferrara, presso il Dipartimento  di  Matematica  e  Informatica dell'Università cittadina.
A partire dal 2021 le registrazioni degli interventi ai congressi e alle attività della SISM sono disponibili su un canale YouTube

## Organizzazione ed attività
La SISM è un'associazione culturale ed educativa che si prefigge lo scopo di promuovere e divulgare gli studi sulla storia delle scienze matematiche. Dal 2021 la società è stata registrata come Associazione di Promozione Sociale ed è stata successivamente iscritta nel Registro Unico del Terzo Settore con l'attuale denominazione "Società Italiana di Storia delle Matematiche - APS". Essendo basata sull'attività volontaria dei soci, la SISM non ha fini di lucro e viene esclusa ogni forma di remunerazione a favore degli associati. Al fine di perseguire gli obiettivi statutari vengono promossi gli incontri tra i soci e con altri cultori della materia, in particolare vengono organizzati i congressi annuali, e sviluppate collaborazioni con associazioni aventi finalità simili.
Gli organi della SISM sono:
1. l'assemblea dei soci.
2. il consiglio, che è composto dal presidente, dal vicepresidente, dal segretario, dal tesoriere e da cinque membri e che dura in carica tre anni.
3. l'ufficio di presidenza, che è composto dal presidente, dal vicepresidente, dal segretario e dal tesoriere e che è incaricato della gestione degli affari correnti dell'associazione, nel quadro degli orientamenti dati dal consiglio.

## Consiglio attuale
(Dati aggiornati a ottobre 2024 )
- Presidente: Maria Teresa Borgato.
- Vicepresidente:  Erika Luciano.
- Segretario: Pietro Milici.
- Tesoriere: Maria Giulia Lugaresi.
- Consiglieri: Cinzia Cerroni, Luca Dell'Aglio, Alessandra Fiocca, Riccardo Rosso, Roberto Scoth.

## Congressi
La SISM ha organizzato i seguenti congressi nazionali:
1. I Congresso SISM: Modena, 8-10 novembre 2001
2. II Congresso SISM: Alba (comune italiano), 7-9 novembre 2002
3. III Congresso SISM: Milano, 25-27 settembre 2003
4. IV Congresso SISM: Padova, 9-11 settembre 2004
5. V Congresso SISM: Bologna, 17-19 novembre 2005 in collaborazione con la Società Italiana di Storia della Scienza (SISS), la Società Italiana degli Storici della Fisica e dell'Astronomia (SISFA) e il Gruppo Nazionale di Fondamenti e Storia della Chimica (GNFSC)
6. VI Congresso SISM: Napoli, 16-18 novembre 2006
7. VII Congresso SISM: Parigi, 25-27 ottobre 2007 in collaborazione con la Société française d'histoire des sciences et des techniques (SFHST)
8. VIII Congresso SISM: Ferrara, 20-22 novembre 2008
9. IX Congresso SISM: Perugia, 26-28 novembre 2009
10. X Congresso SISM: Brescia, 25-27 novembre 2010
11. XI Congresso SISM: Genova, 17-19 novembre 2011
12. XII Congresso SISM: Brescia, 8-10 novembre 2012
13. XIII Congresso SISM: Cagliari, 13-15 novembre 2014
14. XIV Congresso SISM: Palermo, 12-14 novembre 2015
15. XV Congresso SISM: Potenza, 10-12 novembre 2016
16. XVI Congresso SISM: Pavia, 9-11 novembre 2017
17. XVII Congresso SISM: Trieste, 8-10 novembre 2018
18. XVIII Congresso SISM: Modena, 7-9 novembre 2019
19. XIX Congresso SISM: Pisa, 12-14 novembre 2020
20. XX Congresso SISM: Ferrara, 11-13 Novembre 2021
21. XXI Congresso SISM: Torino, 10-11 Novembre 2022
22. XXII Congresso SISM: Roma, 23-25 Novembre 2023
23. XXIII Congresso SISM: Trento, 14-16 Novembre 2024

## Progetti collegati
La SISM mantiene stretti contatti con alcuni progetti editoriali concernenti la storia della matematica italiana: il Giardino di Archimede con la sua collana di cd-rom sulla matematica antica, la collana dei cd-rom del Dipartimento di matematica dell'Università di Torino, il Progetto Maurolico, l'Edizione Nazionale delle opere e della corrispondenza di Boscovich, l'Edizione Nazionale Mathematica italiana (dedicata alla raccolta, condivisione e diffusione dei testi che hanno contribuito a costruire la cultura matematica italiana).